# Auxerre
Auxerre (pronunciación en francés: /oˈsɛʁ/) es la capital del departamento de Yonne, en la región de Borgoña (Francia), al sureste de París. Tiene una población de 37 218 habitantes (año 2007) en su término municipal, y de 85 080 en su área metropolitana.

## Historia
Los primeros indicios de la ciudad de Auxerre corresponden a la ciudad romana de Autissiodorum. Auxerre alcanza el desarrollo económico y religioso en el siglo V con el obispo san Germán, que fue un noble romano que falleció en la ciudad de Rávena, Italia. Sus restos se trajeron en procesión a Auxerre y la ciudad se convirtió en un centro religioso de reputación en Europa. Su situación entre el Reino de Francia y el Ducado de Borgoña, también su proximidad a París y Dijon obstruyó el posterior desarrollo de Auxerre. 
La ciudad fue liberada de los nazis el 24 de agosto de 1944 por las tropas del mariscal Leclerc. 
En 1972, la ciudad de Vaux fue fusionada con Auxerre, con estatuto de commune associée.

## Geografía
Auxerre está situada sobre el río Yonne, tiene un clima moderado pero no escapa a los rigores climáticos, temperaturas frías o calientes.

## Economía
Auxerre está en el corazón de una región vinícola (Chablis, Saint-Bris-le-Vineux, Irancy, Coulanges-la-Vineuse, etc.). Hoy, la ciudad se basa esencialmente en la actividad terciaria.
Es una de las ciudades más prósperas de Francia.
Esta ciudad es también conocida por su equipo de fútbol, el AJ Auxerre que brinda un importante ingreso económico a la ciudad.
El Parque Exposición Auxerrexpo es un lugar innegable de la ciudad tanto culturalmente como económicamente por las numerosas manifestaciones organizadas. Tiene una capacidad de 10 000 personas, acoge conciertos, eventos deportivos y congresos.

## Urbanismo
Barrios
La ciudad se divide en 11 barrios:
- Centre-ville (5372 habitantes)

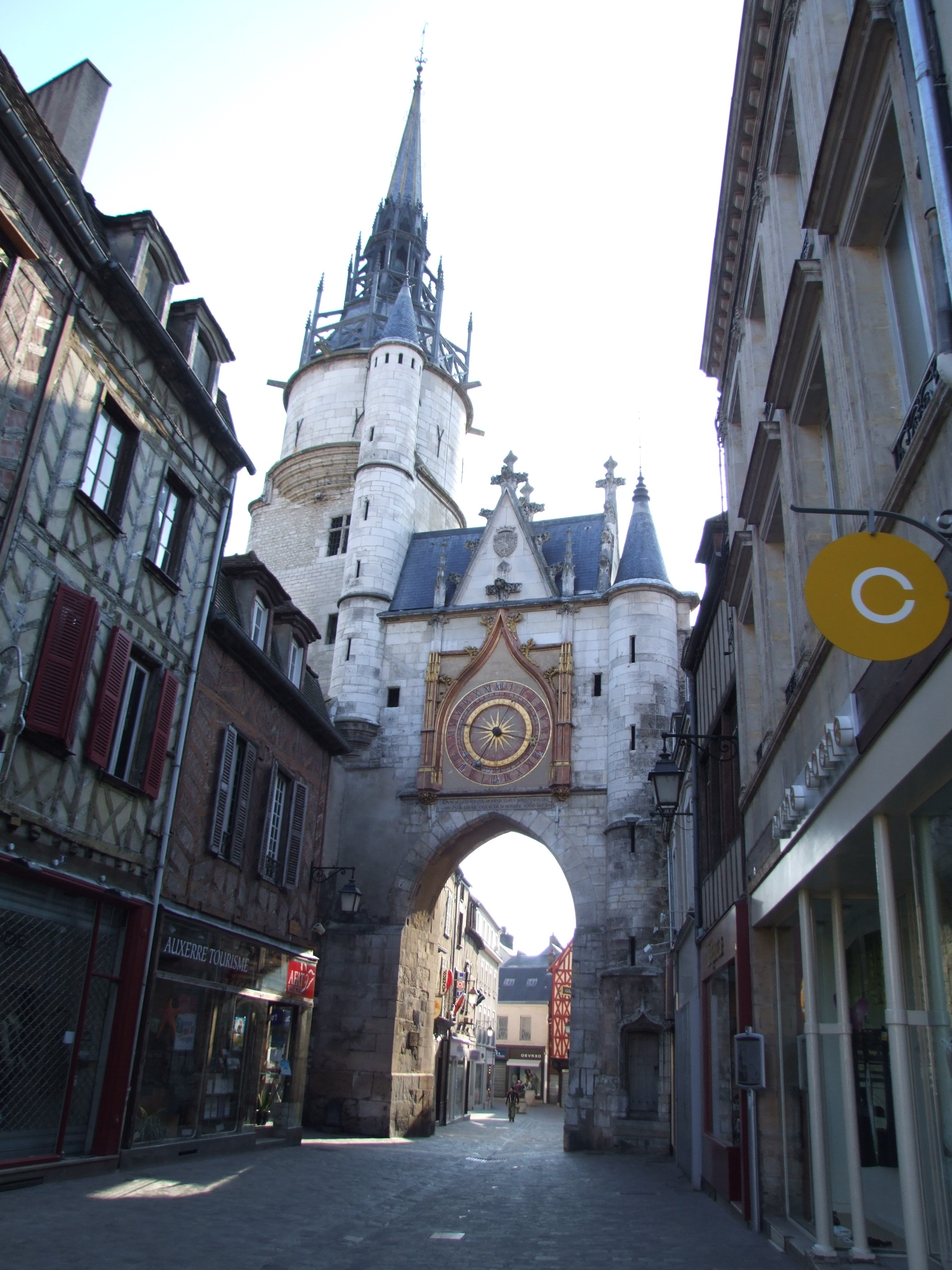
Torre del "Horloge"

- Saint-Julien/Saint-Amâtre (5005 habitantes)
- Les Piédalloues/La Noue (2750 habitantes)
- Les Conches/Les Clairions (1860 habitantes)
- Les Rosoirs (3912 habitantes)
- Saint-Siméon (3459 habitantes)
- Sainte-Geneviève (3865 habitantes)
- Les Boussicats (2264 habitantes)
- Les Brichères (1889 habitantes)
- Rive Droite: Les Plattes, Les Vauviers, Croix du Sud, Cité d'Egriselles (3656 habitantes)
- Saint-Gervais/Brazza (2326 habitantes)

La particularidad de Auxerre es su antiguo núcleo central y la arquitectura de madera de sus casas. La ciudad tiene un patrimonio histórico muy rico que cuenta con la Catedral Saint-Etienne, la Iglesia Saint-Pierre y la Abadía Saint-Germain. También, Auxerre es una de las ciudades más prósperas de Francia.
Los barrios del oeste son denominados "Hauts d'Auxerre" (Sainte-Geneviève, Les Brichères, Les Rosoirs, Saint-Siméon), tienen más de 15 000 habitantes y son pobres y populares. La mayoría de la población es de origen extranjero (marroquíes, latinoamericanos, portugueses, españoles). Los barrios al este y próximos a la estación de tren (Rive-Droite, Saint-Gervais) son barrios de inmigrantes.
Auxerre tiene un equipo de fútbol de primera división denominado Association de la Jeunesse Auxerroise que fue campeón de la liga francesa y también cuatro veces campeón de la Copa de Francia. El club juega más de 100 partidos en la Copa de Europa.

### Proyectos urbanos
La ciudad de Auxerre tiene muchos proyectos urbanos. En primer lugar, la renovación de los barrios "Hauts d'Auxerre" y de los barrios más pobres en la orilla derecha. Asimismo, se está construyendo un nuevo Palacio de Deportes en los barrios del este, y también un espacio de música con el objetivo de brindar al barrio una nueva dinámica.

## Transportes

### Autovías
Auxerre tiene dos salidas a la autopista A6, que conecta París con Lyon. Auxerre también tiene carreteras que conectan con las ciudades de Troyes, Dijon, Nevers, Chalon-sur-Saône, Orleans, etc.

### Trenes
Auxerre tiene una estación denominada "Auxerre-Saint-Gervais", pero la mayoría del tráfico ferroviario se efectúa en la estación "Laroche-Migennes" en el área metropolitana de la ciudad. Esta estación conecta a Auxerre mediante el TGV (AVE francés) con París y el norte de Europa, Montpellier, Marsella, Lyon.

### Transportes públicos
Auxerre tiene una red de buses llamada Vivacité, que consta de 11 líneas que circulan alrededor de las ciudades cercanas a Auxerre como: Monéteau, Saint-Georges-sur-Baulche, Villefargeau, Chevannes, Augy, Vallan y Perrigny. Las 11 líneas son:
- 1: C.C Les Clairions - Les Plattes
- 2: Bréandes - Les Piédalloues
- 3: Perrigny Monument - Les Mignottes
- 4: Les Boussicats - Luxembourg
- 5: C.C Les Clairions - L’ADAPT
- 6: Porte de Paris - I.U.T
- 7: Les Chesnez Place - Arquebuse
- 11: Pien Place - Arquebuse 1
- 12: Villefargeau Lotissement - Arquebuse 2
- 13: Augy - Arquebuse 1-2
- 14: Orgy Abribus - SNCF

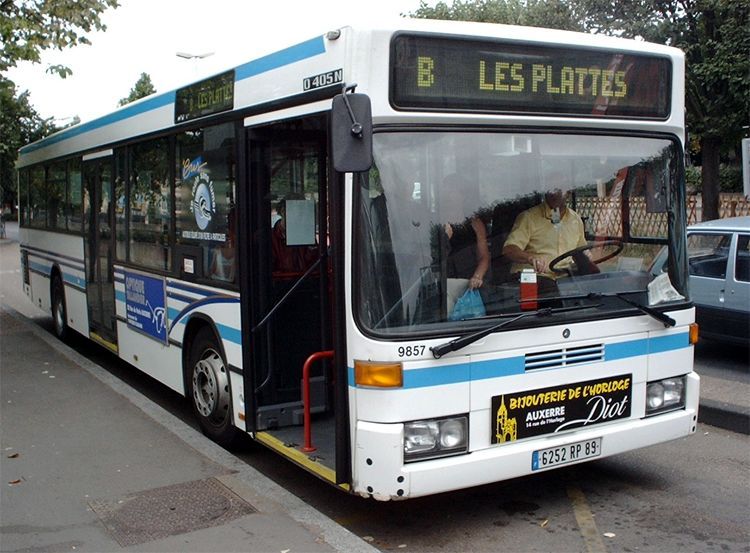
Bus Auxerre

Antes del 27 de agosto de 2007, la red de buses se llamaba Le Bus, y se componía des las 10 líneas siguientes:
- : C.C Les Clairions - Normandie
- : Les Plattes - Verdun
- : Bréandes - Arquebuse
- : C.C Les Clairions - Bréandes
- : IUT - Porte de Paris
- : Luxembourg - Lyautey
- : Laborde - Vaux/Villefargeau
- : Les Chesnez Place - Arquebuse
- : Maison de Retraite - Robillard
- : Canada - Guillaumée

Arquebuse es el centro de la red. También existe en Auxerre una red de buses del departamento Yonne que conecta con las otras ciudades del departamento como: Sens, Migennes, Joigny, Avallon, Tonnerre, Chablis, Saint-Florentin, etc.

### Transportes fluviales
Durante muchos años, Auxerre fue un centro fluvial de Francia. En efecto, hoy en día el río se utiliza para fines turísticos.

## Demografía
| 12 000 | 12 047 | 12 044 | 12 065 | 12 326 | 12 326 | 13 968 | 14 166 | 15 119 | 15 081 | 15 497 | 15 631 | 16 239 | 16 986 | 17 456 | 18 036 | 18 576 | 18 901 | 20 931 | 21 929 | 21 203 | 21 978 | 22 900 | 24 282 | 24 052 | 26 583 | 31 178 | 35 784 | 38 342 | 38 741 | 38 819 | 37 790 | 37 218 |
| Para los censos de 1962 a 1999 la población legal corresponde a la población sin duplicidades (Fuente: INSEE [Consultar]) |        |        |        |        |        |        |        |        |        |        |        |        |        |        |        |        |        |        |        |        |        |        |        |        |        |        |        |        |        |        |        |        |

La población municipal de la comuna asociada de Vaux en 2007 era de 647.
El dinamismo demográfico de los años 70 se explica por la inmigración de marroquíes, portugueses, latinoamericanos y españoles.

## Monumentos y lugares turísticos
El centro de Auxerre está catalogado como la Ciudad del Arte y de la Historia.
- La catedral, dedicada a Saint-Étienne.
- Abbaye de Saint-Germain, del año 800.
- Eglise Saint-Eusèbe
- El Festival internacional de música de filme. En 2006, el festival fue dedicado a Ennio Morricone.
- Fleurs de Vigne Fiesta sobre el vino de Chablis y otros vinos de Borgoña.
- La arquitectura de madera de las casas en el centro histórico.

## Personas destacadas
- Isabel Alonso, animadora de la televisión francesa, escritora. Es hija de inmigrantes españoles.
- Jacques Amyot (1513-1593), obispo de Auxerre, considerado por sus trabajos como un gran humanista del siglo XVI.
- Paul Bert (1833-1886), fisiólogo y hombre político.
- Carol Ficatier, playmate de la revista Playboy.
- Joseph Fourier (1768-1830), físico y matemático.
- Marie Noël (1883-1967), poeta.
- Jean-Paul Rappeneau, realizador (Le Hussard sur le Toit, Cyrano de Bergerac, Bon voyage).
- Guy Roux, entrenador del AJ Auxerre de 1961 a 2005.
- Germán de Auxerre (378-448), obispo de Auxerre. Se opuso a los no cristianos con San Agustín.

## Ciudades hermanadas
- Redditch (Inglaterra)
- Worms (Alemania)
- Greve in Chianti (Italia)
- Płock (Polonia)
- Roscoff (Francia)
- Saint-Amarin (Francia)
- Varaždin (Croacia)

## Deportes

### Clubes
- La ciudad acoge al club de fútbol de la Ligue 2 (segunda división francesa), el AJ Auxerre, y a partir de la temporada 2024-25, jugará en la Ligue 1 tras haber ascendido. Su estadio es el estadio de l'Abbé-Deschamps.
- Un club polideportivo, el Stade Auxerre que tiene más de 3000 deportistas en fútbol, baloncesto, tenis, atletismo, etc.
- Auxerre tiene un club de rugby que está en la segunda división francesa, el Rugby Club Auxerrois.

### Espacios deportivos
- Estadio de l'Abbé-Deschamps (fútbol), capacidad 23 467 personas.
- Estadio de l'Arbre-Sec (fútbol), capacidad 4000 personas.
- Stade Pierre-Bouillot (rugby), capacidad 3500 personas.
- Complexe Sportif des Hauts d'Auxerre (baloncesto, balonmano, judo, etc.), capacidad 2500 personas.